# Tempio di Iside (Campidoglio)
Il tempio di Iside del Campidoglio era un tempio di Roma. 

## Descrizione
Si doveva probabilmente trovare nel lato del colle verso l'Arx (attuale Ara Coeli), alle spalle del Vittoriano.
L'iseo del Campidoglio era particolarmente antico, risalente almeno al 58 a.C., quando venne distrutto per ordine del Senato. In seguito fu sicuramente ricostruito, poiché è citato come rifugio di Domiziano durante l'assedio del Campidoglio da parte dei sostenitori di Vitellio: qui l'imperatore riuscì a scappare facendosi radere in tutta fretta i capelli e camuffandosi da sacerdote isiaco.
Alcune iscrizioni ci hanno tramandato i nomi di sacerdoti del tempio. Da qui doveva provenire l'obelisco di villa Celimontana, con iscrizione a Ramsete II.